# Парламентские выборы на Барбадосе (1976)
Парламентские выборы на Барбадосе прошли 2 сентября 1976 года для избрания 24 депутатов Палаты собрания в парламенте Барбадоса. В результате Барбадосская лейбористская партия получила 17 из 24 мест и одержала победу над правящей Демократической лейбористской партией и вернувшаяся к власти впервые с 1961 года. В выборах впервые участвовал новый Народный политический альянс, представивший 8 кандидатов, которые получили лишь 572 голоса. Явка избирателей составила 74,1 %.

## Избирательная система
Барбадос был парламентской монархией и одним из 16 Королевств Содружества: то есть независимым государством, которое признавало королеву Елизавету II в качестве символического главы государства как королеву Барбадоса. Последняя была представлена на территории Брбадоса генерал-губернатором. Исполнительная власть осуществлялась премьер-министром, главой правительства, избираемым парламентом.
Палата собрания, нижняя палата двухпалатного парламента Барбадоса состояла из 24 депутатов, избираемых по мажоритарной системе по системе относительного большинства в одномандатных округах.

## Результаты
|                                       |                                       |         |       |       |       |
| Партия                                | Партия                                | Голоса  | %     | Места | +/-   |
|                                       | Барбадосская лейбористская партия     | 51 948  | 52,69 | 17    | +11   |
|                                       | Демократическая лейбористская партия  | 45 786  | 46,44 | 7     | -11   |
|                                       | Народный политический альянс          | 572     | 0,58  | 0     | новая |
|                                       | Независимые                           | 291     | 0,30  | 0     | 0     |
| Недействительных/пустых бюллетеней    | Недействительных/пустых бюллетеней    | 866     | 0,87  | -     | -     |
| Всего                                 | Всего                                 | 98 597  | 100   | 24    | 0     |
| Зарегистрированных избирателей / Явка | Зарегистрированных избирателей / Явка | 134 241 | 74,09 | -     | -     |
| Источник: Nohlen                      |                                       |         |       |       |       |